# Голубая зона
«Голубые зоны» — несколько небольших регионов мира, в которых в пропорции, значительно больше среднестатистической, декларируется проживание людей, живущих значительно дольше среднестатистического срока. Термин ввёл в общественный обиход Дэн Бюттнер в декабре 2005 года в статье «Секреты долгой жизни» ("The Secrets of a Long Life"), вынесенной на обложку журнала National Geographic. Исследователи выделяют пять «голубых зон»:
- остров Икария в Греции
- Окинавские острова в Японии
- часть провинции Нуоро на острове Сардиния в Италии
- община Церкви адвентистов седьмого дня в Лома-Линда в Калифорнии, США
- полуостров Никоя в Коста-Рике

## История
Концепция «голубых зон» произошла от демографической работы Джанни Песа и Мишеля Пулена, изложенной в журнале Experimental Gerontology. Они идентифицировали провинцию Нуоро на Сардинии как регион с самой высокой концентрацией столетних жителей среди мужчин. Исследователи сосредоточили своё внимание на группе деревень с наивысшим долголетием, обведя регион на карте голубой замкнутой линией, и начали называть зону внутри линии «голубой зоной». Вскоре Дэн Бюттнер расширил и популяризовал термин, начав применять его к другим регионам с наблюдаемым в них повышенным долголетием, обнаруженным на Окинаве (Япония) и в районе Лома-Линда (США). Впоследствии Бюттнер и Пулен, используя помощь Национального географического общества, ещё больше расширили список, обнаружив и проверив очаги долголетия на полуострове Никоя (Коста-Рика) и на острове Икария (Греция).
Бюттнер упомянул в своей книге, что люди, проживающие в данных регионах, имеют особенность подолгу делать правильные вещи и избегать плохих вещей. Он выделил четыре вещи, которые люди в данных регионах делают, чтобы иметь более долгую и здоровую жизнь.
- Регулярно двигаться, и это включает в себя не только физические упражнения, но и привычки, ведущие к выплескам энергии в течение дня.
- Жизнь с целью, иметь причину вставать каждое утро и жить с перспективой.
- Социальная поддержка, которую люди в этих регионах получают от друзей и семьи, что позволяет им двигаться по жизни более плавно.
- Последнее в списке, но не последнее по значимости, — концепция, которую не так-то легко понять: делать «здоровый выбор лёгким выбором» ("makе the healthy choice the easy choice"), а не вариантом.

Жизнь в соответствии с этими принципами приносит долголетие, ментальные и физические выгоды как самому человеку, так и обществу.

## Голубые зоны

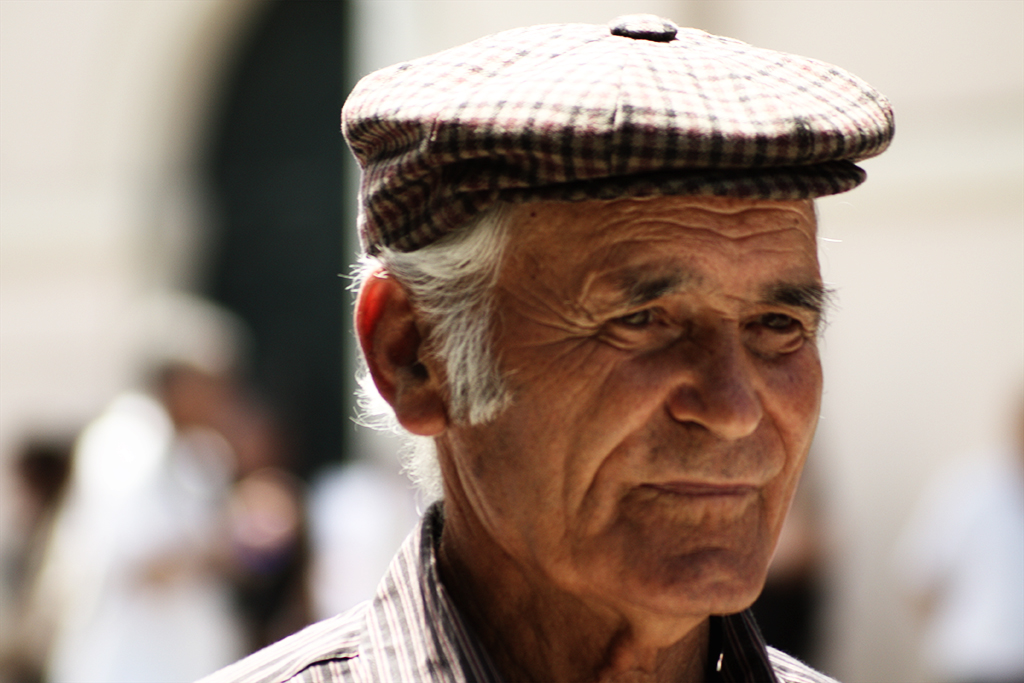
Пожилой сардинец

В книге «Голубые зоны: уроки долголетия от людей, которые прожили дольше всех» («The Blue Zones: Lessons for Living Longer from the People Who've Lived the Longest») обозначаются пять регионов:
- Часть острова Сардиния в Италии (частично бывшая провинция Ольястра, коммуна Оллолаи в центре горного региона Барбаджа, и небольшой район Barbagia of Seulo[англ.]). Одна из команд демографов обнаружила очаг долголетия в горных деревнях, где существенная пропорция людей достигают 100 лет[6]. В частности, коммуна Сеуло, расположенная в районе Barbagia of Seulo[англ.], при численности в районе 1000 человек содержит записи о 20 столетних людях в период с 1996 по 2016 год, что дало основание некоторых журналистам определить это место как «регион, где люди живут всех дольше в мире»[7].
- Окинавские острова в префектуре Окинава в Японии, самым крупным из которых является остров Окинава[6]. ➤
- Город Лома-Линда. Исследователи обнаружили здесь общину протестантской организации «Церковь адвентистов седьмого дня» с очень высокой среднестатистической продолжительностью жизни[6].
- Полуостров Никоя в Коста-Рике. Этот полуостров стал объектом исследования экспедиции Quest Network, которая началась в январе 2007 года[6][8][9].
- Остров Икария в Греции. В апреле 2009 года изучение острова Икария дало информацию о нахождении на нём наибольшего числа 90-летних людей на планете — примерно 1 из 3 жителей острова доживает до 90 лет. Более того, заявляется, что среди жителей острова на 20 % меньше случаев появления рака, на 50 % меньше случаев сердечных болезней и почти не наблюдается деменции[6][10].

Жители всех этих мест имеют высокий процент столетних людей, не страдают от болезней, которые обычно убивают людей в других частях развитого мира, и имеют больше лет хорошего здоровья.

## Отличительные характеристики

Диаграмма Венна, демонстрирующая отличительные характеристики жителей Окинавы, Сардинии и Лома-Линды

Люди, живущие в «голубых зонах», имеют некоторое количество привычек образа жизни, как уникальных для данной зоны, так и общих между разными зонами. Некоторые общие характеристики:
- Они живут относительно изолированными сообществами (то есть имеют родственные генотипы, генофонд популяции ограничен).
- Семья имеет приоритет перед другими жизненными заботами.
- Малое количество курильщиков в популяции.
- Распространены растительные блюда.
- Большое потребление бобовых культур.
- Члены популяции вовлечены в постоянную умеренную двигательную активность.
- Социальное вовлечение — люди всех возрастов социально активны и интегрированы в жизнь общины.

В своей книге Дэн Бюттнер даёт список из 9 особенностей стиля жизни людей в «голубых зонах»:
1. Умеренная, регулярная двигательная активность.
2. Цель в жизни.
3. Повышенная стрессоустойчивость к жизненным обстоятельствам.
4. Умеренное потребление калорий.
5. Растительное питание
6. Умеренное потребление алкоголя, в основном употребляется вино.
7. Вовлечение в духовность или религию.
8. Вовлечение в семейную жизнь.
9. Вовлечение в социальную жизнь.

## Критика
Изучение декларируемого долголетия в регионе Окинава не смогло достоверно установить, действительно ли многие люди настолько стары, как заявляется, поскольку многие документы оказались уничтожены во время Второй мировой войны. Более поздние данные показывают, что предполагаемая продолжительность жизни в префектуре Окинава не является более исключительной на фоне остальной части Японии: по продолжительности жизни среди мужчин префектура занимает только 26-е место среди 47 префектур Японии. В префектуру Окинава входят не только Окинавские острова, но и другие архипелаги.
В 2023 году префектура Окинава по параметру ожидаемой продолжительности жизни заняла лишь 42 место из 47 регионов. Она стала единственным регионом Японии, в котором за последние 10 лет было зафиксировано уменьшение продолжительности жизни на фоне общего роста этого индикатора во всех других.
Одной из главных проблем теории «голубых зон» является то, что по какой то причине все они географически располагаются в странах с высоким или близким к нему (в случае с Коста-Рикой) уровнем доходов населения с субтропические климатом (остров Икария в Греции, Окинавские острова в Японии, остров Сардиния в Италии и Лома-Линда в Калифорнии, США) и тропическим климатом (в случае полуострова Никоя в Коста-Рике) и высокой средней ожидаемой продолжительностью жизни, на 2019 год: в Японии — 84,3 лет, в Италии — 83 года, в Греции 81,1 лет, в Коста-Рике — 80,8 лет, в США — 78,5 лет. С вытекающем из этого климатом, питанием и образом жизни населения.
Имеются статистические странности, которые наводят на сомнение в истинности распространения долголетия в данных регионах. Общий смысл сомнений: это бедные регионы с низкой грамотностью населения, со многими проблемами. Выглядит странным наблюдающееся порой сочетание пониженной средней продолжительности жизни и при этом большого количества долгожителей. Достоверность документирования дат рождения и смерти ставится под сомнение. Людям выгодно завышать свой возраст и скрывать факт смерти престарелых родственников для получения пенсии.

## Российская голубая зона
Россия имеет свою собственную голубую зону — Ингушетия. Это самый маленький регион России по площади (за исключением федеральных городов), и один из самых маленьких по численности населения. Но продолжительность жизни в нём значительно выше, чем во всех других регионах, и находится на уровне ведущих государств мира. В частности, в допандемийном 2019 году средняя продолжительность жизни в Ингушетии была такой же как в Швейцарии, согласно данным ВОЗ, — 83,4 года. Однако критика, приводимая для других голубых зон, также уместна и в отношении Ингушетии.

Интерактивная диаграмма сравнения продолжительности жизни мужчин и женщин в субъектах РФ за 2021 год. Откройте оригинальный svg-файл в новом окне и наведите мышью на элементы графика, чтобы увидеть детальную информацию.